# Щільна множина
В топології підмножина A топологічного простору X називається щільною в X, якщо будь-який окіл довільної точки {\displaystyle x\in X} містить хоча б один елемент множини A. Якщо дана властивість виконується не для всіх точок простору X, а для деякої його підмножини B, то множина A називається щільною в B.

## Еквівалентні означення
- Підмножина A є щільною в B, якщо замикання A містить B, тобто {\displaystyle {\bar {A}}\supset B}. Зокрема, множина A називається скрізь щільною в просторі X, якщо {\displaystyle {\bar {A}}=X}
- Підмножина A є щільною в B, якщо множина внутрішніх точок доповнення до A не перетинається з B, тобто {\displaystyle \left(A^{\complement }\right)^{0}\cap B=\emptyset }.

## Приклади
- Будь-яка множина є щільною сама в собі.
- Множини раціональних і ірраціональних чисел є щільними в множині дійсних чисел.
- Довільний метричний простір є щільним у своєму поповненні.